# Андијци
Андијци (рус. Андийцы, енгл. Andis) народ су који живи у сјеверним државама, а највећи број њих тренутно живи у Севернокавкаском федералном округу, у Дагестану, који је иначе највећа руска република на сјеверном Кавказу.

## Име и језик
Андијци се називају још чианијци по имену њиховог највећег села, Чиани (које је познатије по имену Анди). Имена места у службеној употреби су сва на аварском језику. Андијски језик припада андијској подгрупи, сјеверозападне (аваро-андо-дидојске) групе дагестанских језика. Андијци унутар својих територија имају одређене разлике. Једна разлика је везана за дијалекте. Наиме, Андијци посједују два дијалекта: горњоандијски, или андијски дијалект, и доњоандијски, или мунијско-кванхидатлијски дијалекат. Анди немају писану форму свог језика, па умјесто тога користи се литерарни језик Авара. Аварски језик је широко распрострањен међу Андијцима због блиских историјских и економских веза. Поред аварског језка, данас је распрострањен и руски језик, првенственено због тога што је то један од званичних језика Дагестана. О андијском језику је урађено врло мало истраживања. Прву академску монографију о њему написао је А. Дир (1903. године) и заснована је на материјалима прикупљеним из села Анди. Андијски је такође проучавао Ј. Сулејманов.

## Подручје
Андијци данас живе у девет села на сјеверозападном дијелу планинског подручја Дагестана: Анди, Гунха, Гагатли, Риквани, Зило, Муни, Кванхидатли и другим селима. Највеће од њих су Анди и Гагатли, у којима има више од 1. 000 домаћинстава. Осим села постоје и бројна расута андијска насеља. Различити природни услови Андијанског округа обликују се средњим прелазима ријеке Андијски Којсу и околним планинским подручјем. Административно свих девет андијских села у Дагестану припада Ботлихском региону. На сјеверу и истоку њихови су сусједи Авари, југоисточно Каратинци, јужно Багулали, на западу Годоберинци и на сјеверозападу Ботлихци.

## Становништво
Андијци су највећи народ унутар Андијске групе. По званичном попису из 1926. године број ове популације је био 7.681. Међутим, од тада се сматрају Аварима. Додатни подаци који потичу из извештаја експедиција и научних књига су следећи:
| Година | Број становништва |
| ------ | ----------------- |
| 1926.  | 7 681             |
| 1958.  | 8 000             |
| 1967.  | 8 000-9 000       |

## Култура
Андијци имају карактеристике заједничке за кавкаски тип балканско-кавкаске расе: релативно свијетлу пигментацију, масивност лобање у пределу лица и изнад просјечну висину. Такође, препознатљиве су карактеристике за каспијски тип.
У погледу њихове етничке културе, Андијци су повезани са Аварима и другим Андо-Дидијским народима. Њихове културе су веома сличне, готово да се преклапају. Разлике у материјалној култури и обичајима су очигледне само у детаљима (нпр. одећи).

## Религија
Андијци су муслимани (сунити). Посебност у историји њихове религије јесте да су се две различите религије шириле у сливу ријеке Андијски Којсу од 9. до 12. вијека: ислам су са југа ширили Арапи који су освојили ово подручје у 8. вијеку, док су хришћанство са сјевера, пропагирали владари Грузије и Кахетије. Хришћанство је изгубило ту борбу. Хришћанство је потиснуто Тимуровом експедицијом у 14. вјеку, која је једном заувек утврдила ислам. Андијци су наставили да практикује широко распрострањено паганство уз ислам. Трагови паганизма постоје и данас.

## Историја
Народи овог региона имају заједничку историју и процеси њиховог развоја су, у главном, одраз процеса развоја код Авара у смислу политичке етно-културне традиције. Аваре су први пут споменули као етничку групу древни писци који су познавали Аварију као Серира. У 8. вјеку стране силе су се заинтересовале за Аварију и овај интерес је наставио и данас. Први који су стигли били су Арапи, а следиле су монголско-татарске хорде у 12. и 13. вијеку. У периоду од 14. до 17. вијека Аваре су пљачкале и убијале војске и Турске и Персије. У 18. вјеку Руси су се заинтересовали за Аварију и до почетка 19. вјека су је освојили. Андијска територија је званично била уједињена са Русијом 1806. године, иако је стварна централизована власт способна да спроведе колонијалну политику стигла тек 1870. година. Захваљујући чињеници да су Андијци изоловани од остатка Аварије, утицај страних сила је био релативно мали. Основа андијског политичког система постала је слободна заједница која се састојала од свих девет Андијских села. Због недостатка пољопривредног земљишта и пашњака, дошло је до неколико војних сусрета и сукоба, што је сачувано у андијском историјском сећању као традиционално непријатељство према Ботлихцима. У андијском друштву традиционални феудални односи нису развијени, о заједничким питањима је дискутовано и одлучивано на састанцима заједнице, на којима су бирани лидери и судије. Од 18. вјека постојала је тенденција да административне титуле буду насљедне.

## Економија
Економију андијског друштва одредило је окружење. Планинско земљиште није било погодно за орање, али богати пашњаци су били идеални за развој сезонског сточарства. Такође, распрострањен је био и узгој оваца, а могли су се наћи и волови и коњи који су коришћени као животиње за вучу. Тилажа се практиковала у малом степену и са сасвим изузетним резултатима, постигнутим кроз одличан систем наводњавања и култивацију терасе. Узгајани усјеви били су пшеница и раж, а касније и кромпир. Принос је и даље био недовољан за потребе Андијаца и жито за хљеб је морало да се добије из села из равница у подножјима планина. 
Развијена је чврста економска сарадња између народа слива ријеке Андијски Којсу при чему су се различите заједнице и села специјализовале за одређене гране производње. За Андијце кажу да су били познати по шивању црних вунених бурака. Цијели регион је био познат по својим сајмовима и ентузијазмом за трговину. Током прве деценије 20. вјека, Андијци су, преко својих суседа, упознали двије врсте сепаратистичких покрета: националистички и верски. Националистички покрети били су повезани са покретом независности Авара и Грузијаца, а религиозни са панисламизмом. Андијци су подржавали оба ова покрета, али нису фаворизовали никакав независни национални сепаратизам. 
Горе поменутим покретима су се супротстављали бољшевици који су дошли на власт у Русији 1917. године, а у Дагестану тек три године касније, 1920. године. Бољшевичка идеологија утицала је на менталитет колонијалне политике централних сила и иностраног рада у том региону. Совјетска власт је потчињавала своје противнике и одмах започела реорганизацију користећи сва могућа средства. Физичко уништавање и непријатељство наставили су се у андијском друштву до Другог свјетског рата. Конфликт је почео 1918. године, политиком здруживања северо-западне Аварије са планинском републиком, основаном 1917. године, и наставила је са офанзивом совјетских трупа од 1919. до 1921. године. Врхунац масовног уништења био је колективизација, што је омогућило совјетским властима да избришу своје последње противнике у андијском друштву. Главна оптужба против совјетске владавине јесте да је централно планирање променило развој Андијаца као народа и прекинуло његов континуитет кроз упечатљиве образовне и економске политике и идеолошку пропаганду. 
Резултати колективизације су постали очигледни у материјалној, али и интелектуалној култури. Антинационалистички став у совјетској образовној политици манифестује се најочигледније у одсуству андијског језика и образовног система на андијском језику (у нижим разредима аварски језик се користи, у вишим разредима се користи само руски). Поред тога, школски прописи и наставни планови су под утицајем идеологије централне власти, која се у великој мјери разликује од исламске традиције. Постоје неке анти-националистичке особине унутар економског система које се преплићу, којима се и даље наставља спровођење принципа колонијализма. Губитак изолације, раст индустријализације и урбанизације у округу и пораст образовних стандарда резултирали су промјенама у андијској етничкој култури. 
Елементи европске урбане културе, примјетне у свим сферама материјалне културе, почели су да продиру у андијска село. Посебно запањујуће промјене су видљиве у начину одјевања. Постоји значајан пораст популарности совјетских обичаја, међутим, ово је ограничено јер већина становништва и даље поштује традиционалне венчане, сахране и радне обичаје. Међутим, органска веза између обичаја и начина размишљања и темперамента нестаје. На примјер, још увијек постоје обичаји призивања кише, али људи више не вјерују да церемонија даје резултате. Напуштање верских традиција такође је довело до ширења алкохолизма. У свим наведеним тенденцијама постоји подела старијих и млађих генерација, старе генерације се држе прошлости, а млади се труде да иду у корак са модерним свијетом. Лингвистички постоји тенденција да се асимилује са Аварима. Ово је резултат блиских економских и културних веза, као и чињеница да је аварски језик тај који се користи у настави и медијима. Већина становништва је двојезична, али андијски се говори само код куће.

## Истраживања
Истраживање поријекла Андијаца је компликовано, као и код свих народа Дагестана. Теорија територијалне изолације сада је напуштена јер сви народи који живе у басену ријеке Андијски Којсу имају блиске економске и културне везе. Постоји разлог за претпоставку да ове везе имају дугу историју и да су постојале вековима. Садашња хипотеза која објашњава диференцијацију планинских дагестанских језика јесте да је резултат распрострањеног полиструктурног политичког система, заснованог на малим административним јединицама, слободним заједницама и придруженим заједницама. У оваквој врсти система етнокултурни процес укључује интеграционе и различите трендове развоја. Интеграција утиче на цео друштвени систем, док диференцијација утиче на неке делове друштва (заједницу итд.). Ова врста полиструктурног политичког система могла би утицати на разлику у језику, изражену у различитим језичким употребама сваког малог система.